# Canthylidia rosea
Canthylidia rosea là một loài bướm đêm trong họ Noctuidae.